# Radical: My Journey out of Islamist Extremism
Radical: My Journey out of Islamist Extremism är en självbiografi av den brittiska författaren och tidigare islamisten Maajid Nawaz, utgiven 2012. Boken täcker Nawaz resa "från muslimsk extremism till att dricka te på 10 Downing Street" och handlar om en mans resa in och ut ur extremism.